# 気象学・気候学に関する記事の一覧
気象・気象学および気候・気候学に関連する項目の一覧。
掲載範囲外の項目
以下の一覧及びカテゴリに含まれる項目であるため本一覧に掲載していない。
- 気象機関の一覧、気象庁 - 気象機関、気象台関係
- サイクロン、台風、ハリケーン - 熱帯低気圧関係
- 気象学者の一覧、気象予報士 - 気象に関連する人物
- 気象事業、気象関連企業、気象情報番組 - 気象事業関係（但し、一般的なものは掲載）
- 気象学教育
- 環境、オゾン層破壊、大気汚染、地球温暖化 - 環境関係（但し、気象学・気候学の項目のみ掲載）
- 海洋学
- 季語一覧、時候の挨拶一覧、暦

凡例
原則としてWikipedia:索引に準拠する。但し、
- 読みが複数ある場合はそれぞれ掲載。
- 1つの項目に同音で異なる漢字の表記がある場合は正しい方を掲載。
- 一部の難読漢字は（）でふりがなを示した。
- リダイレクト項目は左角引用符「«」でマークした。
- 執筆・加筆が予定されている項目の一部は、(en)で英語版へのリンクを示した。
- 曖昧さ回避、リダイレクト先が別義のものは（→○○）で項目を示した。

なお、リンク先の更新状況を見ると、この一覧にある全項目の更新状況を確認することができる。
| 目次 | 目次 | 目次 | 目次 | 目次 | 目次 | 目次 | 目次 | 目次 | 目次 | 目次 |    |
| ---- | ---- | ---- | ---- | ---- | ---- | ---- | ---- | ---- | ---- | ---- | -- |
| 英数 | わ   | ら   | や   | ま   | は   |      | な   | た   | さ   | か   | あ |
| 英数 |      | り   |      | み   | ひ   |      | に   | ち   | し   | き   | い |
| 英数 |      | る   | ゆ   | む   | ふ   |      | ぬ   | つ   | す   | く   | う |
| 英数 |      | れ   |      | め   | へ   |      | ね   | て   | せ   | け   | え |
| 英数 |      | ろ   | よ   | も   | ほ   |      | の   | と   | そ   | こ   | お |

## あ行

### あ
アイスランド低気圧 - 赤城颪 - 亜寒帯 - 亜寒帯夏雨気候« - 亜寒帯気候 - 亜寒帯湿潤気候 - 亜寒帯低圧帯« - 亜寒帯冬季少雨気候 - 秋 - 秋雨 - 秋雨前線« - Aqua (人工衛星) - 朝焼け« - 亜酸化窒素 - アゾレス高気圧 - 暖かい雨« - 暖かさの指数 - アーチ雲 - 暑さ寒さも彼岸まで - 圧力勾配 - アナ前線 - アナバティック風« - アネクメーネ - 亜熱帯 - 亜熱帯高圧帯 - 亜熱帯高気圧« - 亜熱帯ジェット気流« - 亜熱帯前線 - 亜熱帯低気圧 - 雨雲« - 雨 - アメダス - 雨強し« - 粗氷 - 嵐 - 霰 - アリソフの気候区分 - アリューシャン低気圧 - アルベド - アレキサンダーの暗帯« - アンサンブル予報« 

### い
硫黄酸化物 - 異常気象 - 異常潮位 - 異常透明 - 位置エネルギー - 一酸化塩素 - 一酸化炭素 - 一酸化窒素 - 移動性高気圧 - 移動性低気圧« - 稲妻« - 稲光« - 伊吹おろし - 移流 - 移流方程式« - いわし雲« - インド洋全域昇温

### う
雨蔭 - ウィリー・ウィリー - ウインドシア - ウインドプロファイラ - ウインドローズ - ウォーカー循環 - 雨温図 - 雨季 - 浮島現象 - 雨水（うすい） - 渦位 - うす雲« - 渦度 - 渦度方程式(en) - 内暈« - 宇宙気候学 - 宇宙天気予報 - 雨滴計(en) - 雨氷 - 海風（→海陸風） - 雨量« - 雨量計 - うろこ雲« - 雲海 - 雲級« - 雲形 - 運航用飛行場予報気象通報式« - 雲高計 - 雲頂 - 雲底 - 運動量保存の法則 - 雲粒 - 雲量計 - 雲量

### え
エアロゾル« - エアロゾル層 - 永久凍土 - 映幻日 - 映日 - 映日アーク - 衛星海洋学 - エクマン境界層 - エクマン数 - エクメーネ - エネルギー保存の法則 - エテジアン - エマグラム - MTSAT - エルニーニョ« - エルニーニョ・南方振動 - エルブス - エーロゾル« - 遠隔相関« - 遠心力 - エンタルピー - 鉛直p速度 - 炎天 - エントレインメント(en) - 煙霧

### お
オイラー方程式 - 大雨« - 大雪（→豪雪） - 小笠原気団 - オゾン - オゾン層 - オゾンホール - オホーツク海気団 - オホーツク海高気圧 - おぼろ雲（朧雲）« - オメガ方程式 - 尾流雲 - オーロラ - 温位 - 温室効果 - 温室効果ガス - 温帯 - 温帯夏雨気候 - 温帯高気圧« - 温帯湿潤気候« - 温帯低気圧 - 温暖化« - 温暖高気圧 - 温暖湿潤気候 - 温暖前線 - 温暖冬季少雨気候« - 温度計 - 温度勾配 - 温度風

## か行

### か
海塩粒子 - 外暈« - 外気圏 - 回帰線 - 海上実況気象通報式« - 下位蜃気楼« - 海水 - 海水温 - 海水準変動 - 快晴 - 外接ハロ - 海面気圧 - 海面更正 - 海面上昇 - 海氷 - 海洋気象ブイ - 海洋大陸 - 海陸風 - 改良藤田スケール - 鉤状雲 - 拡散日射 - 核の冬 - 陽炎（かげろう） - 下降気流 - 可降水量 - 過去の気温変化 - 暈 - 風花 - 火山の冬 - 火山雷 - 華氏 - 可照時間 - 過剰虹« - 風 - 化石燃料 - 下層雲« - 下層ジェット気流« - カタ前線 - カタバティック風« - 下端接弧« - 滑降風 - 滑昇風 - 渇水 - 渦度 - かなとこ雲 - 神風 - 雷 - 雷雲« - 雷検知器 - 雷強し« - 下部タンジェントアーク« - 下部ラテラルアーク« - からっ風 - 仮温度(en)  - カルノーサイクル - カルマン渦 - カルマン定数 - 川風 - カーンアーク - 感雨計 - 乾季 - 乾球温度 - 環境税 - 環境と開発に関する国際連合会議 - 寒極 - 乾湿計 - 寒秋 - 寒春 - 干渉虹« - 環状噴霧流 - 完新世の気候最温暖期 - 環水平アーク - 慣性重力波(en) - 乾燥 - 乾燥指数 - 乾燥線（→ドライライン） - 乾燥帯 - 乾燥断熱減率« - 寒帯 - 寒帯ジェット気流« - 寒帯前線 - 環天頂アーク - 環天頂弧« - 観天望気 - 寒冬 - 寒波 - 旱魃 - 冠氷« - 間氷期« - 寒の戻り - 寒冷化« - 寒冷渦« - 寒冷高気圧 - 寒冷前線 - 寒冷地 - 寒冷低気圧 - 寒露

### き
気圧 - 気圧計 - 気圧傾度 - 気圧傾度力 - 気圧の尾根 - 気圧の谷 - 気圧配置 - 気温 - 気温減率 - 気化熱« - ギガンティックジェット - 気候 - 気候因子 - 気候学 - 気候感度 - 気候区分 - 気候誌« - 気候ジャンプ« - 気候変動 - 気候変動に関する政府間パネル - 気候変動枠組条約 - 気候モデル - 気候要素 - 気象 - 気象衛星 - 気象化学« - 気象学 - 気象学者の一覧 - 気象観測 - 気象機関 - 機上気象報告 - 気象記念日 - 気象協会« - 気象業務支援センター - 気象業務 - 気象業務法 - 気象警報 - 気象事業« - 気象情報 (気象庁) - 気象制御 - 気象操作« - 気象測器検定 - 気象台 - 気象注意報« - 気象庁風力階級« - 気象通報 - 気象通報式 - 気象熱力学« - 気象モデル - 気象予報士 - 気象力学« - 気象レーダー - 季節 - 季節予報 - 気体定数 - 北大西洋高気圧« - 北大西洋振動 - 気団 - 偽断熱過程 - 絹雲« - キノコ雲 - ギブリ - 客観解析 - キャノピー層 - 球電 - 境界層気象学(en) - 凝結（→凝縮） - 凝結核 - 凝結過程« - 凝結熱« - 京都議定書 - 強風« - 清川だし - 極渦 - 極高圧帯 - 極高気圧« - 極成層雲« - 極成層圏雲« - 極前線 - 極値 (気象) - 局地現象 - 局地風 - 極低気圧 - 極東風 - 極偏東風« - 極夜 - 極夜ジェット気流« - 霧(en) - 霧雲« - 霧雨 - 霧状雲 - 霧虹 - 霧雪 - 記録的短時間大雨情報 - キンク

### く
空域悪天情報« - 空気 - 空気シャワー - 空気熱 - 颶風« - 雲 - 雲粒 - 曇り - くもり雲« - Climateprediction.net(en) - クラウジウス-クラペイロンの式 - グラウンドホッグデー - グリーンフラッシュ - 狂う50度 - グローブ温度 - GLOBEプログラム(en) - グローリー（→ブロッケン現象） 

### け
傾圧 - 傾圧不安定« - 傾圧不安定波« - 啓蟄 - 傾度風 - 軽風« - 警報（→気象警報） - 夏至 - 月虹 - 月柱« - 結氷 - ケッペンの気候区分 - 結露 - 結露センサ - ケーラーの式(en) - ゲリラ豪雨 - ケルビン波 - ケルビン・ヘルムホルツ不安定性 - ケルビン方程式 - 巻雲 - 圏界面 - 幻月 - 幻月環 - 現在天気計 - 幻日 - 幻日環 - 巻積雲 - 巻層雲 - 顕熱«

### こ
高緯度低圧帯 - 降雨強度計 - 豪雨« - 高温« - 光化学オキシダント - 光化学スモッグ - 光学的深さ - 光冠 - 高気圧 - 航空気象観測所実況気象通報式« - 黄砂 - 高山気候 - 向日 - 向日アーク - 降水 - 洪水 - 降水雲 - 降水確率 - 降水型 - 降水過程 - 降水計 - 降水セル - 洪水予報 - 降水量 - 高積雲 - 降雪 - 降雪量« - 豪雪 - 豪雪地帯 - 高層雲 - 高層気象 - 高層気象台 - 高層天気図 - 高地地中海性気候 - 荒天 - 黄道光 - 光柱« - 光輪« - 氷霧 - 酷暑 - 木枯らし - 古気候学(en) - 穀雨 - 黒煙 - 国連人間環境会議 - 小雨 - コジェネレーション - GOES - COSMETS - 小春日和 - 湖風 - 木漏れ日 - 小雪 - 御来迎« - コリオリの力 - コリオリパラメータ - コリオリ力« - 混合比 - 混合ロスビー重力波 - コンマ雲

## さ行

### さ
彩雲 - 最高気温« - サイクロン - 最終氷期 - 最大風速« - 最大瞬間風速« - 最低気温« - 逆さつらら« - 桜前線 - 砂じんあらし - 五月晴 - 五月闇« - 砂漠気候 - サバナ気候 - さば雲« - サファ・シンプソン・ハリケーン・スケール - 差分法 - 山岳波 - 三寒四温 - 参照基準大気 - 酸性雨 - 酸性雪« - 酸性霧« - 山地気候« - 酸素 - サンピラー« - 散乱日射

### し
シアーライン« - 地雨 - ジェット気流 - ジェット巻雲« - 四塩化炭素 - ジオイド - 潮風 - GEOSS - ジオポテンシャル - 紫外線 - 四季 - 磁気圏 - 地霧« - 時雨（しぐれ«） - 時化（しけ«） - 至軽風« - 七十二候 - 十種雲形« - 湿潤大陸性気候 - 湿潤断熱過程 - 湿潤断熱減率« - 湿数 - 湿球温度 - 湿球黒球温度 - 実況天気図 - 疾強風« - 実効湿度 - 湿舌 - 湿暖流« - 湿度 - 湿度計 - 疾風（→風力） - 視程 - 視程計 - シヌーク« - GPS気象学 - 四フッ化炭素 - 地吹雪« - ジフルオロメタン - シベリア気団 - シベリア高気圧 - シムーン - 湿り空気線図 - 霜 - 下末吉海進 - 霜柱 - シャマール - 驟雨 - 驟雪 - 収束（→収束 (ベクトル解析)） - 収束帯 - 終端速度 - 集中豪雨 - 集風線« - 秋分 - 自由大気 - 自由対流高度 - 自由対流層 - 重力 - 重力波（→重力波 (流体力学)） - 重力ポテンシャル - 主虹« - 樹霜 - シュテファン＝ボルツマン定数« - 樹氷 - ジュール＝トムソン効果 - 順圧 - 順圧不安定 - 順圧不安定波« - 循環指数 - 準地衡風方程式 - 準2年周期振動（→成層圏準2年周期振動、→対流圏準2年周期振動） - 春分 - 上位蜃気楼« - 常温 - 昇華 - 昇華核« - 小寒 - 小気候学 - 条件付不安定 - 常湿« - 常春 - 上昇気流 - 上層雲« - 状態方程式 - 上端接弧« - 小氷期 - 上部タンジェントアーク« - 上部ラテラルアーク« - 縄文海進 - 蒸気圧 - 小暑 - 小雪（しょうせつ） - 蒸発 - 蒸発計« - 蒸発散 - 蒸発散量« - 蒸発熱 - 蒸発量« - 小満 - 擾乱 - 暑夏 - 処暑 - ショワルター安定指数 - シロッコ - 蜃気楼 - 人工降雨 - 人工林 - 真珠母雲 - 塵旋風 - 診断式(en) - 浸透 - 浸透計« - 浸透量« - シンプソン・スケール« - 針葉樹林気候« - 森林限界 - 森林破壊

### す
水害 - 水蒸気 - 水蒸気圧« - 水蒸気の輸送方程式 - 数値予報 - 数値予報モデル« - 隙間雲 - 頭巾雲 - スケールハイト - スコール - スコールライン - ステップ気候 - ステューフェ図(en) - 砂嵐 - スノーボールアース - スーパーセル - スプリット前線 - スヴェルドラップ金メダル - スペクトル法 - スモッグ

### せ
晴雨計« - 西岸海洋性気候 - 生気候« - 生気候学 - 静気候学« - 西高東低 - 静水圧平衡 - 成層 - 成層圏 - 成層圏界面 - 成層圏準2年周期振動 - 成層不安定« - 静的安定度« - 晴天乱気流 - 生物季節観測 - 世界気候会議 - 世界気候計画 - 世界気象機関 - 世界気象中枢 - 世界空域予報中枢 - 積雲 - 積雲対流（→ベナール・セル） - 積雪 - 積雪計 - 積雪測量 - 積雪量« - 積層雲« - 赤道気団 - 赤道準2年周期振動« - 赤道低圧帯« - 積乱雲 - 雪華模様 - 絶叫する60度 - 摂氏« - 雪線 - 接線弧« - 絶対安定« - 絶対渦度« - 絶対温度« - 絶対湿度« - 絶対不安定« - 接地境界層 - 雪泥流 - 雪氷学 - 雪氷現象« - 節分 - 瀬戸内海式気候 - セル（→降水セル） - セルシウス度 - 全球監視システム - 全球気候モデル(en) - 全球大気監視計画 - 全球地球観測システム - 全強風« - 旋衡風 - 前線 (気象) - 全天日射 - 潜熱 - 旋風« - 船舶気象通報 - 千里眼 (人工衛星)

### そ
層雲 - 総観気候学« - 総観気象学 - 総観スケール« - 層厚 - 霜降 - 層状雲 - 層積雲 - 相対渦度« - 相当温位 - 相当温度 - 層流 - 測雲器 - 測雲気球 - 測候所« - 測風気球 - ソーダー - 測高公式 - 外暈« - ソマリジェット« - 空 - ソーンスウェイトの気候区分 - ゾンダ

## た行

### た
大暗斑 - 第1種条件付不安定« - 大寒 - 体感温度 - 大気«（→地球の大気） - 大気圧« - 大気安定度 - 大気イオン - 大気汚染 - 大気化学 - 大気科学 - 大気環境学会 - 大気境界層 - 大気圏 - 大気候学« - 大気光学現象 - 大気光象« - 大気循環 - 大気擾乱« - 大気潮汐 - 大気電気学 - 大気熱力学 - 大気の窓 - 大気波 - 大気物理学 - 大気分散モデル(en) - 大気変動« - 大気放射(en) - 大強風« - 大気力学 - 第3回気候変動枠組条約締約国会議 - 対日アーク - 対日照 - 大暑 - 大西洋数十年規模振動 - 大赤斑 - 大雪（たいせつ） - 代替フロン - 第2種条件付不安定« - 台風 - 台風情報 - 台風の目 - 太平洋側気候 - 太平洋高気圧 - 太平洋十年規模振動 - 太平洋・日本パターン - 太平洋・北米パターン - ダイポールモード現象 - 太陽 - 太陽アーク - 太陽高度角(en) - 太陽柱 - 太陽定数 - 太陽風 - 太陽変動 - 太陽方位角(en) - 太陽放射 - 大陸性混合林気候« - 対流 - 対流雲« - 対流温度 - 対流凝結高度 - 対流圏 - 対流圏界面 - 対流圏準2年周期振動 - 対流不安定« - 対流有効位置エネルギー - 対流抑制 - TIROS - タイロス1号 - TIROS-N/NOAA - ダウンバースト - 高潮 - 卓越風 - 竜巻 - 谷風（→山谷風） - WBGT指数 - 多毛雲 - タンジェントアーク« - 暖湿流 - 暖秋 - 暖春 - 炭素循環 - ダンスガード・オシュガーサイクル - 暖帯 - 暖冬 - 断熱圧縮« - 断熱過程 - 断熱昇温« - 断熱膨張« - 断熱冷却« - 断片雲

### ち
地域空域予報中枢 - 地域特別気象中枢 - 地温 - 地球温暖化 - 地球温暖化に関する専門家会議« - 地球温暖化防止京都会議« - 地球寒冷化 - 地球工学 - 地球シミュレータ - 地球の大気 - 地球薄暮化 - 地球放射 - 地球流体力学 - ちぎれ雲 - 地形性低気圧 - 地衡風 - 地上実況気象通報式 - 地上天気図 - 地中海性気候 - 地中海熱帯低気圧(en) - 窒素 - 窒素酸化物 - 地表温 - 乳房雲 - チベット高気圧 - 地方風« - 着雪 - 着氷 - 着氷性の雨« - 着氷性の霧 - 着氷性の霧雨« - 着陸用飛行場予報気象通報式« - 中緯度高圧帯« - 注意報 - 中央高地式気候 - 中間圏 - 中間圏発光現象 - 中気候学« - 中世の温暖期 - 中層雲« - 中層大気« - 中立高度« - 長期予報 - 超高層大気物理学« - 潮汐波（→大気潮汐） - 直達日射 - 塵 - ちり煙霧

### つ
つむじ風« - 冷たい雨« - 露 - 梅雨 - 梅雨明け« - 梅雨入り« - つらら« - 氷柱 - ツンドラ気候

### て
定圧過程 - 低温« - 低気圧 - 定時飛行場実況気象通報式 - 定常状態 - 定積過程 - ティーセン多角形« - 停滞前線 - TIROS - TIROS-N/NOAA - データ同化 - テヒグラム - Terra - 天気 - 天気記号 - 天気図 - 天気不明 - 天使の梯子« - 天気予報 - 天候« - 転向 (気象) - 天候デリバティブ - 電離層

### と
等圧線 - 等圧面 - 凍雨 - 等温過程 - 動気候学« - TOKYO温度 - 凍結« - 等高線 - 冬至 - 凍上 - 塔状雲 - 通り雨« - 特別飛行場実況気象通報式« - 都市気候 - 土砂災害警戒情報 - 土壌水分計 - 特異日 - 突風 - 突風率（→風速） - ドップラー・レーダー - ドボラック法 - ドライスロット« - ドライライン - トリクロロエタン - ドロップゾンデ

## な行

### な
内暈« - 内陸性気候 - 流れ関数 - 凪 - 雪崩 - 夏 - 夏のない年 - 夏日« - ナビエ-ストークス方程式 - 並雲 - 南極振動 - 南極の気候 - 軟風« - 南方振動« 

### に
逃げ水 - 逃げ水現象« - 二酸化硫黄 - 二酸化炭素 - 二酸化窒素 - 虹 - 西太平洋パターン - 二重雲 - 二十四節気 - 二進形式汎用気象通報式 - 日射 - 日射計 - 日射量 - 日照 - 日照時間 - 日照率« - 二百十日 - 二百二十日 - 日本海側気候 - 日本海寒帯気団収束帯 - 日本の気候 - 日本晴れ（→快晴） - 入道雲« - 入梅 - 乳房雲 - にわか雨« - にわか雪« - ニンバス (人工衛星)

### ね
熱塩循環 - 熱圏 - 熱赤道 - 熱帯 - 熱帯雨林気候 - 熱帯海洋・地球大気研究計画 - 熱帯夏季少雨気候« - 熱帯気象学 - 熱帯降雨観測衛星 - 熱帯収束帯 - 熱帯低気圧 - 熱帯波 - 熱帯モンスーン気候 - 熱帯夜 - 熱的低気圧 - 熱伝導方程式« - 熱波 - 熱力学第一法則« - 熱力学第二法則 - 熱力学第三法則 - 熱力学的平衡 - 熱力学方程式 - 根雪

### の
ノーイースター - 農業気候学« - 農業気象 - 濃密雲 - 濃霧« - ノット

## は行

### は
梅雨前線« - 煤煙 - 排気ガス - ハイサーグラフ - パイナップルエクスプレス - 爆弾低気圧« - 薄明 - 薄明光線 - 白夜 - 白露 - 波状雲 - バタフライ効果 - 八十八夜 - 蜂の巣状雲 - 初冠雪 - 初氷 - 発散 - 初霜 - 初雪 - 波動方程式 - ハドレー循環 - ハブーブ - ハムシン - 春 - 春一番 - 春霞 - 晴れ - パリーアーク - ハリケーン - パリーラテラルアーク - バルク法 - バルジ - ハルマッタン - ハロ（→暈） - 半夏生 - 半球間振動 - 反射虹« - 反射日射 - 半透明雲 - 半年周期振動 - 反薄明光線 - パンペロ

### ひ
日傘効果 - 彼岸 - 微気候 - 微気候学« - 微気象学 - 飛行機雲 - 肱川あらし - 比湿 - ビショップ環 - ひつじ雲« - ヒートアイランド - 比熱容量 - ヒプシサーマル« - ひまわり (気象衛星)（1号 - 2号 - 3号 - 4号 - 5号 - 6号 - 7号） - 白夜 - 百葉箱 - ビューフォート風力階級« - 雹 - 氷河 - 氷河時代 - 氷河融解 - 氷冠« - 氷期« - 氷筍 - 標準状態 - 標準大気圧« - 氷晶 - 氷床 - 氷晶核 - 氷床コア - 氷雪気候 - 氷帽 - 氷霧 - 比良おろし - ビル風 - 広戸風

### ふ
風雲 (気象衛星) - 風害 - 風向 - 風車 (玩具) - 風塵 - 風成循環 - 風速 - 風速計 - 風配図 - 風力 - 風力原動機 - 風力発電 - フェーン現象 - 不快指数 - 吹流し - 吹き溜まり - 副虹« - 複雑な動きをする台風 - 副振動 - 藤田スケール - ブシネスク近似 - 藤原の効果 - フックパターン« - 不透明雲 - 吹雪 - 冬 - 浮遊粉塵 - 浮遊粒子状物質 - 冬型の気圧配置 - 冬将軍 - 冬の嵐 - 冬日« - フラックス - プラネタリー波 - ブラント・バイサラ振動数(en) - プリミティブ方程式 - ブリューワー・ドブソン循環 - 浮力 - 浮力ゼロ高度« - ブルージェット - フルード数 - ブルーモーメント - ブロッキング (気象) - ブロッキング高気圧« - ブロッケン現象 - フローンの気候区分 - フロン類 - 分圧 - 粉塵

### へ
平衡 - 併合過程« - 平衡高度 - ヘイズ (気象) - 閉塞前線 - 平年値 - ヘクトパスカル« - ベール雲 - ヘルムホルツの定理 - 偏西風 - 偏西風波動 - 偏東風«（→貿易風） - 偏東風波動 - 扁平雲

### ほ
ボイス・バロットの法則 - 貿易風 - 飽差 - 防災気象情報 - 放射強制力 - 放射状雲 - 放射輸送方程式 - 放射冷却 - 芒種 - 房状雲 - 暴走温室効果 - 泡雪崩（ホウ雪崩«） - 暴風« - 飽和混合比 - 飽和水蒸気圧« - 飽和水蒸気量 - 飽和相当温位 - 飽和比湿 - 吠える40度 - ボーエン比 - 北極振動 - ホドグラフ - ボーラ - VOLMET放送 - ホワイトアウト - ボンドサイクル

## ま行

### ま
マエストラーレ« - まだら雲« - マッデン・ジュリアン振動 - 真夏日« - 真冬日« - 豆台風 - 万年雪

### み
ミー散乱 - 水たまり - ミストラル - 霙 - 南太平洋収束帯 - ミヌアノ - ミリバール«

### む
霧水量計 - 霧雪 - 霧氷 - 無毛雲 - むら雲« - ムーンボウ«

### め
メイストーム - メイスンの方程式(en) - 迷走台風« - メソサイクロン(en) - メソスケール« - メソ気象学 - メソ数値予報モデル - メソ対流系 - メソ対流複合体 (en) - メソハイ - メソロウ - メタン - メテオサット - メートル毎秒

### も
モイラネンアーク - 猛暑 - 毛状雲 - 猛暑日« - モーニング・グローリー - 持ち上げ凝結高度 - もつれ雲 - MODIS - 靄 - モンスーン - モンスーントラフ«

## や行

### や
八雲 - 夜光雲 - 山風（→山谷風） - やまじ風 - やませ - 山谷風 - ヤンガードライアス« - ヤンガードリアス

### ゆ
融解 - 融解熱 - 融雪 - 雄大雲 - 夕立 - 白雨« - 夕日« - 雄風« - 夕焼け - 夕焼け雲« - 夕焼け空« - 雪 - 雪雲« - 雪時雨« - 雪強し« - 雪の結晶の観察と研究の年表 - ユーラシアパターン

### よ
ヨウ化銀 - 揚子江気団 - 揚子江高気圧 - 予想天気図 - 予報業務許可事業者 - 予報式(en)

## ら行

### ら
雷雨 - 雷雨性高気圧 - 雷雲« - 雷電« - 雷鳴« - ラウールの法則 - 落雷 - ラジオゾンデ - ラテラルアーク - 乱層雲 - 乱流

### り
理科年表 - 力学的平衡 - 陸風« - リチャードソン数 - 立夏 - 立秋 - 立春 - 立冬 - リフティド指数 - 粒子状物質 - 流線関数« - 理論気象学

### れ
冷夏 - 冷害 - 冷帯« - 冷帯夏季乾燥気候« - 冷帯夏季少雨気候« - 冷帯夏雨気候« - 冷帯湿潤気候« - 冷帯多雨気候« - 冷帯冬季少雨気候« - レイノルズ数 - レイリー散乱 - レーウィンゾンデ - レジームシフト - レッドスプライト - レナード効果 - レンズ雲 - 連続の方程式 - レンブラント光線«

### ろ
ローウィッツアーク - 漏斗雲 - 六フッ化硫黄 - ロケットゾンデ - ロスビー数 - ロスビー波 - 六甲颪 - 肋骨雲 - 露点温度 - 露点計 - ローレンツ・アトラクタ« - ローレンツ方程式

## わ行

### わ
惑星渦度 - 和風

## 英数

### 0-9
天気図などで用いられる略号や数字については天気図、気象通報式などを参照。
10種雲形« - 120度幻日 - 210日« - 220日« - 24節気« - 72候« - 88夜«

### A-M
AAO（→南極振動） - ACARS - ADESS« - AEROS(en) - AIREP（→機上気象報告） - AMeDAS« - AMO« - AO（→北極振動） - Aqua (人工衛星) - ARGO計画 - BUFR« - CAPE« - CCL（→対流凝結高度） - CIFK« - CIN（→対流抑制） - CISK« - Climateprediction.net(en) - COMS-1« - COSMETS - EL（→平衡高度） - ENSO« - ESCO事業 - Fスケール« - FY（→風雲 (気象衛星)） - GAW« - GCOM« - GEOSS« - GLOBEプログラム(en) - GOES - GOMS - GOS（→全球監視システム）GPS気象学 -IHO（→半球間振動） - IMO（→世界気象機関） - INSAT - IPCC（→気候変動に関する政府間パネル） - K指数 - Kalpana-1 - kt（→ノット） - LCL（→持ち上げ凝結高度） - LFC（→自由対流高度） - LI（→リフティド指数） - LNB（→平衡高度） - MCS（→メソ対流系） - METAR« - Meteor - MetOp(en) - METEOSAT« - MJO« - MQBO« - MRG波(→混合ロスビー重力波) - MODIS - m/s（→メートル毎秒） - MTSAT

### N-Z
NAO（→北大西洋振動） - PDO（→太平洋十年規模振動） - PJ（→太平洋・日本パターン） - PNA（→太平洋・北米パターン） - QBO« - RAFC（→地域空域予報中枢） - RSMC« - SAO（→半年周期振動） - SCAN（→航空気象観測所実況気象通報式） - SHIP（→海上実況気象通報式） - SIGMET（→空域悪天情報） - Skew-T log-P図 - SPECI« - SSI（→ショワルター安定指数） - SSW（→成層圏突然昇温） - SYNOP« - TAF（→運航用飛行場予報気象通報式） - TBO（→対流圏準2年周期振動） - Terra - TIROS - TIROS-N/NOAA - TOGA（→熱帯海洋・地球大気研究計画） - TOKYO温度 - TOPS - TREND（→着陸用飛行場予報気象通報式） - VOLMET放送 - WAFC（→世界空域予報中枢） - WBGT指数 - WCP（→世界気候計画） - WFC（→世界気象中枢） - WMO« - WWW（→世界気象監視計画）

## 関連する一覧
- 一覧 : 地球科学 - 物理学 - 化学 - 数学
- カテゴリ : 流体力学 - 熱力学 - 計算科学 - 制御理論 - 地理学 - 地球物理学 - 自然地理学